# Rocher de la Caravelle
Le Rocher de la Caravelle est une petite île inhabitée de Martinique. Elle appartient administrativement à La Trinité.

## Description
Situé dans le prolongement de la presqu'île de la Caravelle, sa topographie aux escarpements extrêmement pentus, la rend totalement inaccessible. De forme conique, ce neck a l’apparence d’un culot volcanique. Il est dépourvu de toute végétation.
Le rocher de la Caravelle est un site d’intérêt majeur pour les oiseaux marins : il offre un refuge éloigné (reposoir diurne et dortoir) pour les frégates et les fous et un site de nidification à la Sterne bridée. 
Il est géré par le conservatoire du littoral.
Son nom provient du fait que sa forme rappelle celle des caravelles, navires conçus au début du XVe siècle par les Portugais. Ce rocher a donné son nom à la presqu'île de la Caravelle.

Photographie du Rocher de la Caravelle vu de l'anse du bout